# Herrarnas lagtävling i stor backe vid världsmästerskapen i nordisk skidsport 2011
Herrarnas andra lagtävling i VM i backhoppning 2011 avgjordes den 5 mars 2011 i Holmenkollen utanför Oslo i Norge. Backstorleken var stor backe.

## Tidigare världsmästare
| År   | Ort           | Mästare   |
| ---- | ------------- | --------- |
| 2001 | Lahtis        | Tyskland  |
| 2003 | Val di Fiemme | Finland   |
| 2005 | Oberstdorf    | Österrike |
| 2007 | Sapporo       | Österrike |
| 2009 | Liberec       | Österrike |

## Resultat
| Placering | Nation    | Namn                                                                |
| --------- | --------- | ------------------------------------------------------------------- |
| 1         | Österrike | Gregor Schlierenzauer Martin Koch Andreas Kofler Thomas Morgenstern |
| 2         | Norge     | Anders Jacobsen Johan Remen Evensen Anders Bardal Tom Hilde         |
| 3         | Slovenien | Peter Prevc Jurij Tepeš Jernej Damjan Robert Kranjec                |